# Eddy Putter
Eddy Putter (Akersloot, 7 januari 1982) is een Nederlandse voetballer. De aanvaller speelde vanaf de winterstop van het seizoen 2006/07 voor FC Dordrecht. Daar liep zijn contract in juli 2009 af, waarop zowel hij als de club zijn verbintenis met een jaar wilden verlengen. Putter kwam echter niet door de medische keuring heen, waarop de samenwerking werd verbroken.
Putter liep in juli 2009 stage bij Wellington Phoenix FC in Nieuw-Zeeland en liep daarbij een enkelblessure op. Daaraan werd hij in de eerste week van augustus geopereerd. Hoewel hij naar verwachting volledig zal herstellen, was de duur van het herstel te onzeker voor FC Dordrecht om op dat moment een nieuw contract met Putter aan te gaan.
In december 2009 meldde Putter zich weer op de training bij FC Dordrecht, om aan zijn herstel te werken. De club maakte toen met hem de afspraak om het lopende seizoen op amateurbasis af te maken. In juni 2010 bereikt Putter overeenstemming met FC Lienden over een contract, waardoor hij in de Topklasse zal gaan spelen.
In januari 2012 heeft Eddy een oude belofte om zijn carrière af te sluiten bij de club waar het allemaal begon, ingelost. Vanaf dat moment speelt hij weer bij s.v. Meervogels' 31 uit Akersloot waar hij als 12-jarige ooit door FC Volendam werd gescout.

## Clubstatistieken
| Seizoen | Club         | Duels | Goals | Competitie     |
| ------- | ------------ | ----- | ----- | -------------- |
| 2000/01 | FC Volendam  | 29    | 9     | Eerste divisie |
| 2001/02 | FC Volendam  | 17    | 3     | Eerste divisie |
| 2001/02 | RKC Waalwijk | 14    | 1     | Eredivisie     |
| 2002/03 | RKC Waalwijk | 18    | 2     | Eredivisie     |
| 2003/04 | RKC Waalwijk | 0     | 0     | Eredivisie     |
| 2003/04 | FC Volendam  | 17    | 2     | Eredivisie     |
| 2004/05 | RKC Waalwijk | 22    | 4     | Eredivisie     |
| 2005/06 | RKC Waalwijk | 1     | 0     | Eredivisie     |
| 2005/06 | FC Dordrecht | 33    | 14    | Eerste divisie |
| 2006/07 | RKC Waalwijk | 5     | 0     | Eredivisie     |
| 2006/07 | FC Dordrecht | 10    | 3     | Eerste divisie |
| 2007/08 | FC Dordrecht | 34    | 9     | Eerste divisie |
| 2008/09 | FC Dordrecht | 30    | 9     | Eerste divisie |
| Totaal  | Totaal       | 230   | 56    |                |